# Круглоуниверситетская улица
Круглоуниверсите́тская у́лица (укр. Круглоуніверсите́тська ву́лиця) — улица в Печерском районе города Киева, местности Бессарабка, Липки. Пролегает от Крутого спуска (поблизости от Бессарабской площади) до Лютеранской улицы.
К Круглоуниверситетской улице примыкают Банковая улица, Крутой спуск и переулок Ивана Козловского.

## История
Круглоуниверситетская улица спроектирована в 1836 году и проложена в 1836 — в начале 1837 года. Передусматривалась как наиболее пологий на то время проезжий путь с Печерска, где с 1834 года размещались помещения Киевского университета, к новому корпусу последнего (на нынешней Владимирской улице). Упоминается в апреле 1837 года как Университетский спуск, в сентябре того же года как Университетская улица. В том же 1837 году в одном из рапортов Строительного комитета Городской думы её характеризуют как улицу «в фигуре двух полукругов», откуда и происходит современное название (официально утверждено в 1869 году). В верхней части вобрала в себя отрезок бывшего спуска Пащенко (теперь Крутой спуск).

## Памятники архитектуры
- дом № 2/1 — жилой дом сотрудников областной милиции (1933—1935). Возведён архитектором П. Ф. Савичем в стиле конструктивизм.
- дом № 4 — жилой дом (конец XIX — начало XX века).
- дом № 6 — жилой дом (конец XIX — начало XX века).
- дом № 7 — жилой доходный дом (1914—1915 годы) Киевского благодетельного общества, в стиле неоклассицизм. Архитектор Н. Дамиловский.
- дом № 10 — особняк 1892 года. Возведён архитектором А.-Ф. Крауссом в стиле неоклассицизм.
- дом № 12 — особняк начала XX века. Возведён архитектором И. Беляевым в стиле неоклассицизм.
- дом № 14 — жилой доходный дом (конец XIX — начало XX века).
- дом № 15 — жилой доходный дом (конец XIX — начало XX века).
- дом № 19/28 — жилой доходный дом (конец XIX — начало XX века).

## Выдающиеся личности, связанные с Круглоуниверситетской улицей
В здании № 20/1 (не сохранилось) в 1906 году жила поэтесса Анна Ахматова; здание принадлежало родственнику — киевскому правовику В. Вакару. В здании № 15 проживал искусствовед Ф. Эрнст, в здании № 6 — художница А. А. Экстер. В здании № 17-А (не сохранилось) проживал музыковед Н. А. Гринченко. В здании № 12 в 1918 году размещался театр «Студия», где работал польский писатель Я. Ивашкевич.

## Учреждения
- Отделение связи № 24 (дом № 17)
- Государственный департамент пожарной безопасности МЧС Украины (дом № 20/1)
- Государственный специальный проектный институт МВД Украины (дом № 16/7)
- Посольство Ирана (дом № 12)
- Гимназия № 86 «Консул» (дом № 9)